# Коплі (Саарема)
Коплі — село в Естонії, у повіті Сааремаа, волость Сааремаа.
До адміністративної реформи естонських муніципалітетів у 2017 році, входило до складу волості Лейсі.